# Онищик, Аркадий Львович
Арка́дий Льво́вич Они́щик (англ. Arkady L. Onishchik; 14 ноября 1933, Москва — 12 февраля 2019, Москва) — советский и российский математик, доктор физико-математических наук (1970), профессор Ярославского государственного университета имени П. Г. Демидова. Специалист в области высшей алгебры, теории групп Ли и в других вопросах.

## Биография
Родился в Москве в 1933 году . Отец — Лев Иванович Онищик (1895, Брест — 1968, Москва), советский учёный в области теории сооружений и строительных конструкций, действительный член Академии строительства и архитектуры СССР. Дед — Иван Осипович Онищик (1863—1957).
В 1951 году поступил на механико-математический факультет МГУ.
Его научным руководителем был Е. Б. Дынкин.
В 1956 году Онищик поступил в аспирантуру мехмата МГУ.
После окончания аспирантуры он был оставлен на кафедре высшей алгебря МГУ.
В 1960 году Онищик защитил кандидатскую диссертацию.
В 1962 году ему была присуждена премия Московского математического общества для молодых математиков.
В 1968 году Онищик подписал Письмо девяноста девяти в защиту математика А. С. Есенина-Вольпина, насильственно помещенного в психиатрическую больницу в связи с его диссидентской деятельностью.
В 1970 году Онищик защитил докторскую диссертацию.
В 1975 году он перешёл на работу в Ярославский государственный университет, где получил должность профессора и работал до 2016 года.
Начиная с 1961 года и все последующие годы Онищик был одним из руководителей спецсеминара «Группы Ли и теория инвариантов» в МГУ.
Умер в Москве 12 февраля 2019 года.

## Научная деятельность
Научные интересы Онищика были связаны с группами и алгебрами Ли и с однородными пространствами.
Онищик ввел новые гомотопические инварианты однородных пространств и классифицировал разложения связных простых компактных групп Ли в произведение двух связных подгрупп Ли. В комплексном анализе теорема Мацусимы-Онищика описывает однородные пространства комплексных редуктивных групп, являющиеся многообразиями Штейна. Кроме теории групп и алгебр Ли, Онищик также занимался неабелевыми когомологиями и супермногообразиями.

## Книги
- Э. Б. Винберг, А. Л. Онищик. Семинар по группам Ли и алгебраическим группам. М., Наука, 1988. 344 c. ISBN 5-02-013721-9.
- Э. Б. Винберг, А. Л. Онищик (редакторы): Lie groups and Lie algebras. 3 volumes. Encyclopaedia of Mathematical Sciences, Springer-Verlag. Главы Онищика в русских оригиналах:
  - Э. Б. Винберг, А. Л. Онищик. Основы теории групп Ли. Современные проблемы математики. Фундаментальные направления. Том 20, 5-101, 246. Итоги науки и техники, М., ВИНИТИ, 1988.
  - В. В. Горбацевич, А. Л. Онищик. Группы Ли преобразований. Современные проблемы математики. Фундаментальные направления. Том 20, 103—240, 246. Итоги науки и техники, М., ВИНИТИ, 1988.
  - Э. Б. Винберг, В. В. Горбацевич, А. Л. Онищик. Структура групп Ли и алгебр Ли. Современные проблемы математики. Фундаментальные направления. Том 41, 5-259. Итоги науки и техники, М., ВИНИТИ, 1990.
- А. Л. Онищик. Топология транзитивных групп преобразований. М., Физматлит, 1995. 384 c. ISBN 5-02-014724-9.
- A. L. Onishchik, Lectures on real semisimple Lie algebras and their representations. ESI Lectures in Mathematics and Physics. European Mathematical Society (EMS), Zürich, 2004. x+86 pp. ISBN 3-03719-002-7
- Р. Зуланке, А. Л. Онищик. Алгебра и геометрия. Том 1. Введение. М., Изд-во МЦНМО, 2004. 407 с. ISBN 978-5-94057-033-2.
- Р. Зуланке, А. Л. Онищик. Алгебра и геометрия. Том 2. Модули и алгебры. М., Изд-во МЦНМО, 2008. 336 с. ISBN 978-5-94057-351-7.
- Р. Зуланке, А. Л. Онищик. Алгебра и геометрия. Том 3. Проективные геометрии и геометрии Кэли-Клейна. М., Изд-во МЦНМО, 2020. 512 с. ISBN 978-5-4439-1357-5.